# Sagmariasus
Sagmariasus is een geslacht van kreeftachtigen uit de familie van de Palinuridae.

## Soort
- Sagmariasus verreauxi (H. Milne Edwards, 1851)